# Rocha (Uruguai)
Rocha é uma cidade do Uruguai localizada no departamento de Rocha.
A cidade tem quase 26.000 habitantes, foi fundada em 1793.